# Ise (Dichterin)

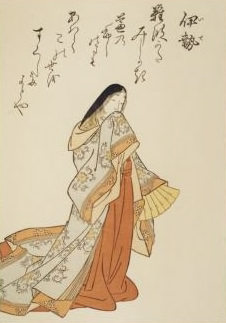
Ise (Illustration auf einer Uta-Garuta-Karte)

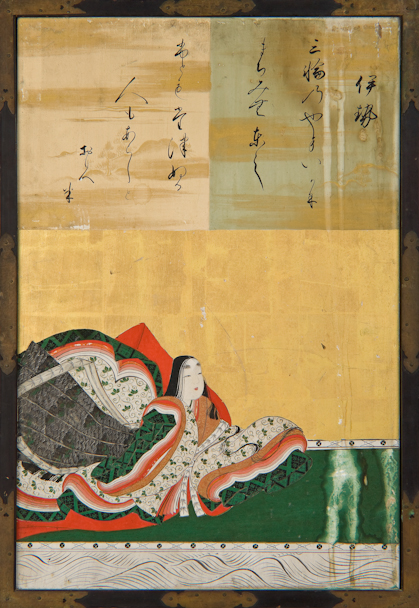
Ise, Gemälde von Kanō Tan’yū, 1648

Ise (jap. 伊勢; * um 875 in der Provinz Ise; † 938), auch Ise no Go (伊勢の御) und Ise no Miyasudokoro (伊勢の御息所, dt. etwa „Hofdame Ise“) war eine japanische Dichterin und Konkubine. Sie ist eine der 36 Unsterblichen der Dichtkunst.
Ises Vater Fujiwara no Tsugukage (藤原 継蔭) war der Provinzgouverneur von Ise (伊勢守, Ise no kami) und ihr Großvater Ōnakatomi no Yoshinobu (921–991) war ein bedeutender Dichter der Waka-Tradition. Da ihr Name unbekannt ist, wurde der Posten ihres Vaters als Notname verwendet. Als Dienerin der Kaisergemahlin Fujiwara no Onshi (auch Yoshiko; 藤原 温子; 872–907) kam sie an den kaiserlichen Hof. Dort heiratete Ise den kaiserlichen Prinzen Atsuyoshi (敦慶親王, Atsuyoshi-shinnō), dem sie drei Kinder gebar, u. a. die Waka-Dichterin Nakatsukasa. Sie wurde auch Konkubine des japanischen Kaisers Uda-tennō (867–931), dem sie einen Sohn gebar.